# Afrosternophorus grayi
Espèce
Synonymes
- Sternophorus hirsti grayi Beier, 1971

Afrosternophorus grayi est une espèce de pseudoscorpions de la famille des Sternophoridae.

## Distribution
Cette espèce est endémique de Nouvelle-Guinée orientale en Papouasie-Nouvelle-Guinée.

## Description
Les mâles mesurent de 1,4 à 2,1 mm et les femelles de 1,8 à 2,7 mm.

## Systématique et taxinomie
Cette espèce a été décrite sous le protonyme Sternophorus hirsti grayi par Beier en 1971. Elle est élevée au rang d'espèce et placée dans le genre Afrosternophorus par Harvey en 1985.

## Étymologie
Cette espèce est nommée en l'honneur de B. Gray.

## Publication originale
- Beier, 1971 : Pseudoskorpione unter Araucarien-Rinde in Neu-Guinea. Annalen des Naturhistorischen Museums in Wien, vol. 75, p. 367-373 (texte intégral).